# Орел (град)
Вижте пояснителната страница за други значения на Орел.
Орел (на руски: Орёл) е град в Русия, административен център на Орловска област. Населението на града през 2010 година е 317 747 души. Разположен е по брега на река Ока.

## История
Орел е основан през 1566 г. като гранична крепост на Московското княжество. През 1611 г., след полско нашествие градът е опустошен, след което отново е изграден. С разширяването на Московското княжество значението на града като гранична крепост намалява. Поради разположението на Орел в центъра на руския черноземен район той се превръща в един от основните земеделски райони на Русия. През 19 век, с построяването на железницата, Орел се превръща в основен снабдител на Москва с пшеница.
Индустриализацията на града започва след идването на власт на болшевиките. По времето на Втората световна война, от 3 октомври 1941 г. до 5 август 1943 г. Орел е окупиран от немските войски и претърпява големи разрушения. Освободен е в хода на Битката при Курск.

## Етимология
Произходът на името според предание е свързан със събитията, настъпили в новия град на Московското княжество през 1566 г. По заповед на цар Иван Грозни започва изграждането на крепост за защита на южните граници от набезите на кримските татари. Когато те отсекли дъб, растящ на брега близо до сливането на двете реки Ока и Орел, от върха на дървото излетял орел. Иван Василевич дава заповед да нарекат града на красивата птица.
Според друга версия името идва от Орлова река (на руски: Орёл), а през 1784 г. е преименуван на Орлик (на руски: Орлик).

## География

### Хидрография
Основна артерия на града е река Ока и нейният приток Орлик. Южната граница на града е река Цон, ляв приток на река Ока. В южната част на града се намира езерото Светъл живот (на руски: Светлая жизнь), което е основната туристическа дестинация през лятото, тъй като е изграден изкуствен плаж.

### Климат
Климатът е умерено-континентален. Зимата е хладна, с периодично променяща се температура, лятото е нестабилно, циклично се сменя топлото време с по-студено.
Най-ниската температура е измерена на 7 декември 1959 г. и отново повторена на 6 февруари 1976 г.: -35 °C.
Най-високата температура е измерена на 5 август 2010 г., когато е останала висока за няколко дни: 39,5 °C.

## Кметове на града от 1991 г.
- 1991 – 1997 – Александър Григорович Кисляков
- 1997 – 2002 – Ефим Николаевич Велковски
- 2002 – 2006 – Василий Игнатиевич Уваров
- 2006 – 2009 – Александър Касянов
- 2009 – 2010 – Василий Василевич Ерьомин
- 2010 – 2012 – Василий Василевич Ерьомин
- От 2012 – Сергей Афанасиевич Ступин

## Побратимени градове
- Брест, Беларус
- Брянск, Русия
- Керч, Украйна
- Леуварден, Нидерландия
- Марибор, Словения
- Нови Сад, Сърбия
- Нокиа (град), Финландия
- Офенбах на Майн, Германия
- Разград, България от 1968 г.
- Ужгород, Украйна
- Ческе Будейовице, Чехия